# Notoxantha aurorina
Notoxantha aurorina är en fjärilsart som beskrevs av Sergius G. Kiriakoff 1961. Notoxantha aurorina ingår i släktet Notoxantha och familjen tandspinnare. Inga underarter finns listade i Catalogue of Life.